# Laureth sulfate de sodium
 (octobre 2007).
Si vous disposez d'ouvrages ou d'articles de référence ou si vous connaissez des sites web de qualité traitant du thème abordé ici, merci de compléter l'article en donnant les références utiles à sa vérifiabilité et en les liant à la section « Notes et références ».
Ne doit pas être confondu avec Laurylsulfate de sodium.
Le lauryl éther sulfate de sodium ou laureth sulfate de sodium (SLES), plus connu sous sa dénomination INCI sodium laureth sulfate (SLES), est un détergent et tensioactif ionique fort, couramment utilisé en biochimie et biologie moléculaire. C'est un liquide visqueux et incolore.

## Structure chimique
Le lauryl éther sulfate de sodium est une petite molécule amphiphile composée d'un corps hydrophobe et d'une tête hydrophile ; il désagrège les bicouches lipidiques membranaires par rupture des associations hydrophobes. Il dénature les protéines, sans rompre les ponts disulfures. Il confère aux protéines une charge globale négative.

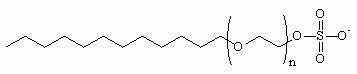
Structure chimique de l'anion lauryléthersulfate.

Sa formule chimique est CH3(CH2)11(OCH2CH2)nOSO3Na avec n = 3-4. Le produit commercial est hétérogène, tant au niveau de la longueur des chaînes alkyle (12 étant la classe modale du nombre d'atomes de carbone), qu'au niveau de groupes éthoxyle, où n est la moyenne. L'article commercial le plus fréquent correspond à n=3.
Le laurethsulfate de sodium ayant un rôle prépondérant dans la composition des ingrédients actifs des shampoings, est un produit issu d'un processus d'éthoxylation d'alcool laurylique qui le fait passer du côté des alcools.

## Propriétés et utilisation
Le laurethsulfate de sodium est un produit peu onéreux et un agent nettoyant, émulsifiant, agent moussant et tensioactif.
C'est un ingrédient de divers produits ménagers et cosmétiques (savons, shampooings, dentifrices, etc.).

## Sécurité
Des tests effectués aux États-Unis montrent qu'il peut être utilisé sans danger par les consommateurs. Le ministère australien de la santé et du vieillissement est plus précis dans ses conclusions de recherche : son système national de notification et d'évaluation des produits chimiques industriels (NICNAS) ont déterminé que le SLES n'entre pas en réaction avec l'ADN. 

### Irritation
Comme de nombreux autres détergents, le SLES provoque des irritations. Des expériences menées sur des animaux et des humains ont montré que le SLES provoquait une irritation des yeux ou de la peau.

### Contamination par le 1,4-dioxane
Les produits contenant du SLES peuvent être contaminés (jusqu'à 300 parties par million) par du 1,4-dioxane, un sous-produit de la production de SLES. Le Centre international de recherche sur le cancer classe le 1,4-dioxane dans le groupe 2B des substances cancérogènes : peut-être cancérogène pour l'homme. L'agence américaine des produits alimentaires et des médicaments recommande de contrôler ces niveaux et encourage les fabricants à éliminer le 1,4-dioxane, bien que cela ne soit pas exigé par la loi fédérale.